# Frithjof Schuon
Frithjof Schuon (Basilea, 18 de juny del 1907 - Bloomington, Indiana, Estats Units, 5 de maig del 1998) fou un metafísic, pintor i poeta suís. Durant la seva joventut va establir-se a París on va exercir la seva professió de dibuixant tèxtil. Tenia un temperament místic i gnòstic; va estudiar el vedanta i es va interessar profundament per totes les religions, sobretot el cristianisme i l'islam. Fou un lector i corresponent del metafísic francès René Guénon, amb qui es va trobar el 1938 i el 1939 al Caire. Va anar a Algèria per trobar-hi la influència espiritual de grans mestres sufís i va fundar una de les primeres branques d'una tariqa a Europa. Aquesta branca, eix de la sophia perennis, es va estendre de mica en mica a molts països, tot ramificant-s'hi. Després de la Segona Guerra Mundial, Schuon, que vivia a Lausanne, va fer diversos viatges a l'Amèrica del Nord per trobar-hi indis autòctons, al Marroc i a diversos països d'Europa. Frithjof Schuon va morir a Bloomington (Indiana), on havia emigrat el 1980.